# Rusec laponský
Rusec laponský (Ectobius lapponicus) je hmyz z řádu švábů. Jde o jedno z mála švábů vyskytujících se ve Střední Evropě ve volné přírodě.

## Výskyt
Je běžný v celé Evropě, vyskytuje se i na západní Sibiři.

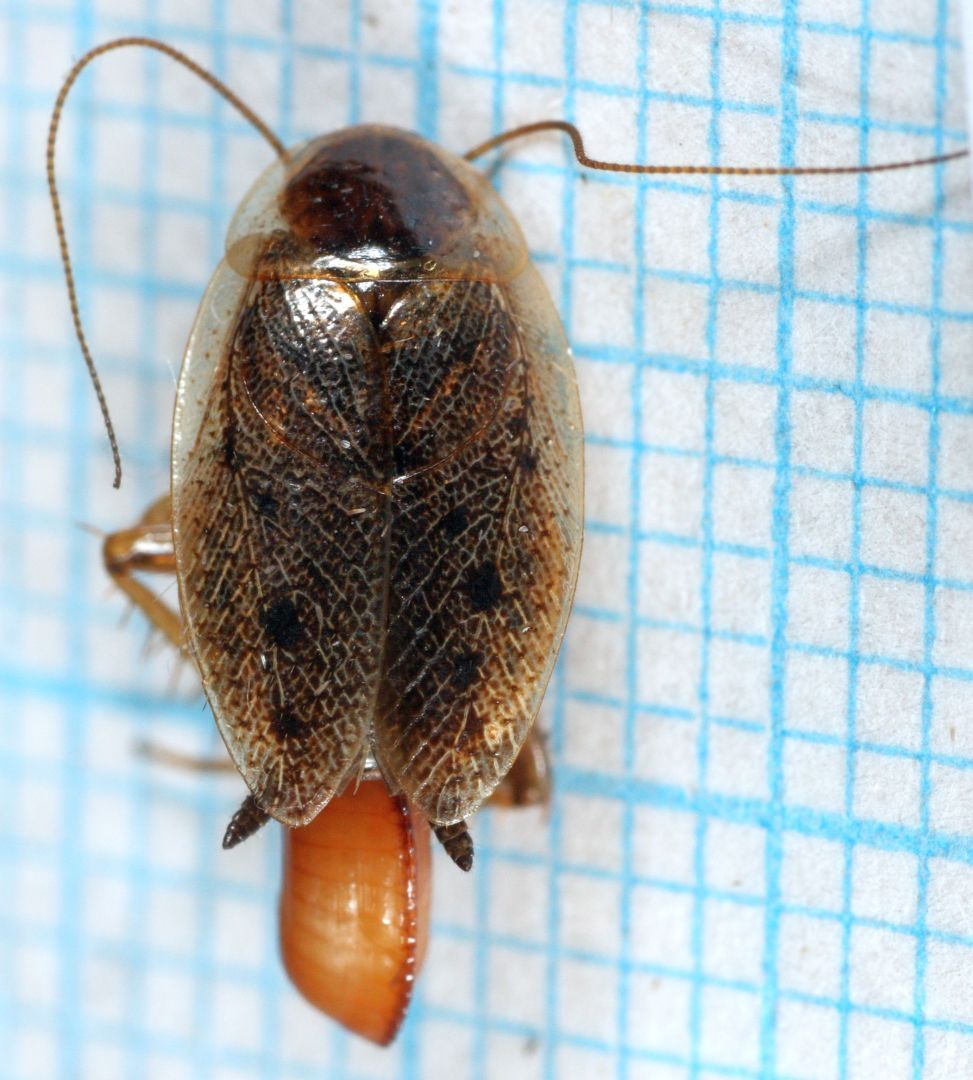
Ectobius lapponicus (samička s ootékou)

## Popis
Rusec dosahuje velikosti 7-10 mm. Zbarvení těla je variabilní. Sameček má dlouhá přední křídla a na štítu má černou, neostře ohraničenou skvrnu. Samička má štít světle hnědý a kratší křídla, která ji neumožňují létat.

## Stanoviště
Žije převážně v lesích, občas jej lze nalézt i v křovinách, sadech nebo v zahradách. V budovách se nevyskytuje.

## Způsob života
Je to velmi čile se pohybující šváb. Objevuje se od května do září, v závislosti na počasí. Samečci obvykle bývají na nízkých rostlinách a samičky na zemi. Snášená vajíčka jsou chráněná ootékou dlouhou asi 3 mm. Nymfy se líhnou po 2-3 měsících. Přezimují nymfy. Dospělci jsou všežravci.